# Tipologia arquitectònica

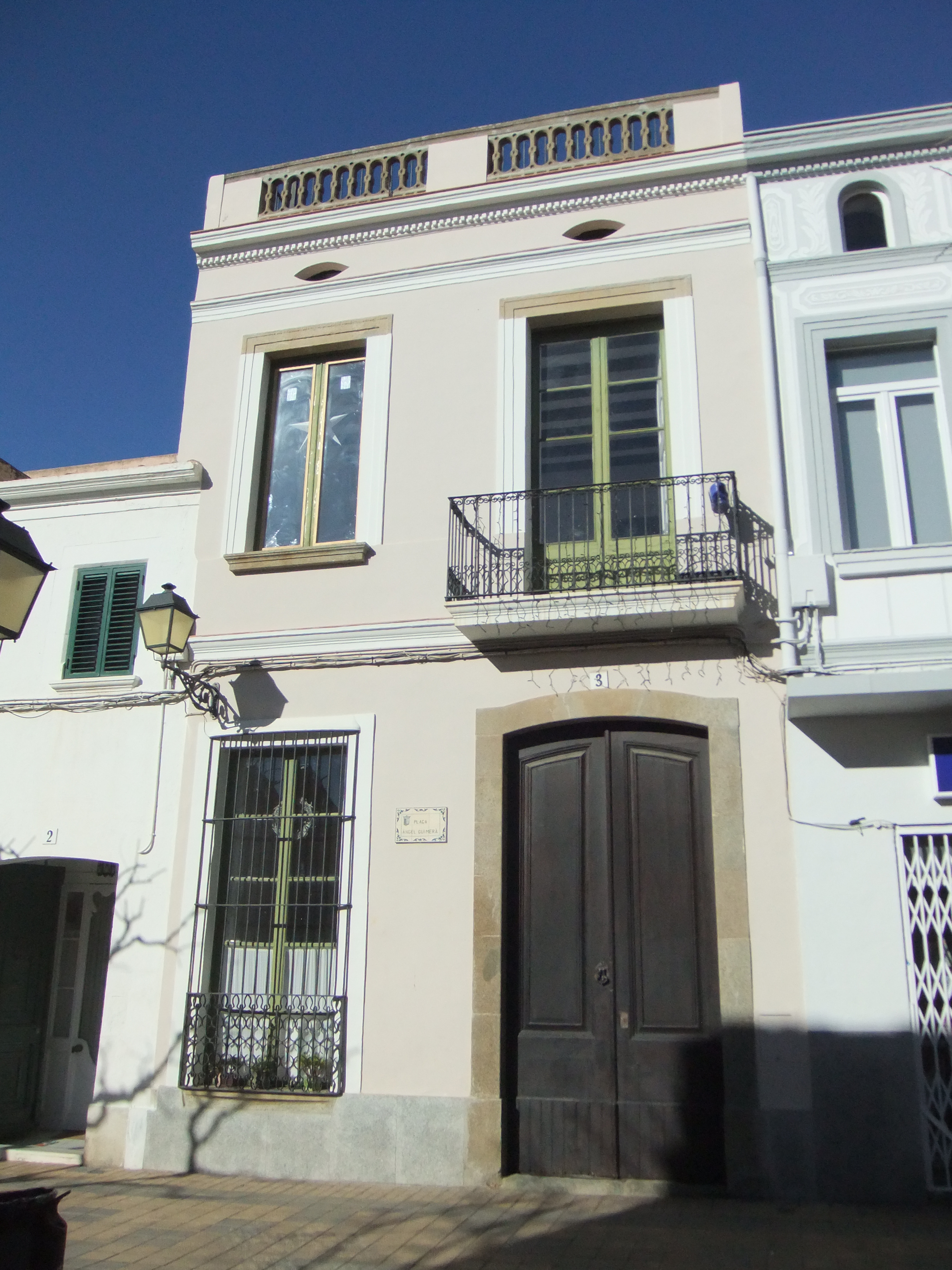
Casa de cos a la plaça de l'Era de Vilassar de Mar, obra de l'arquitecte Jeroni Boada i Renter. La casa de cos constitueix una de les tipologies edificatives que s'estengué, al rebuf de la industrialització, per tot el territori de Catalunya.

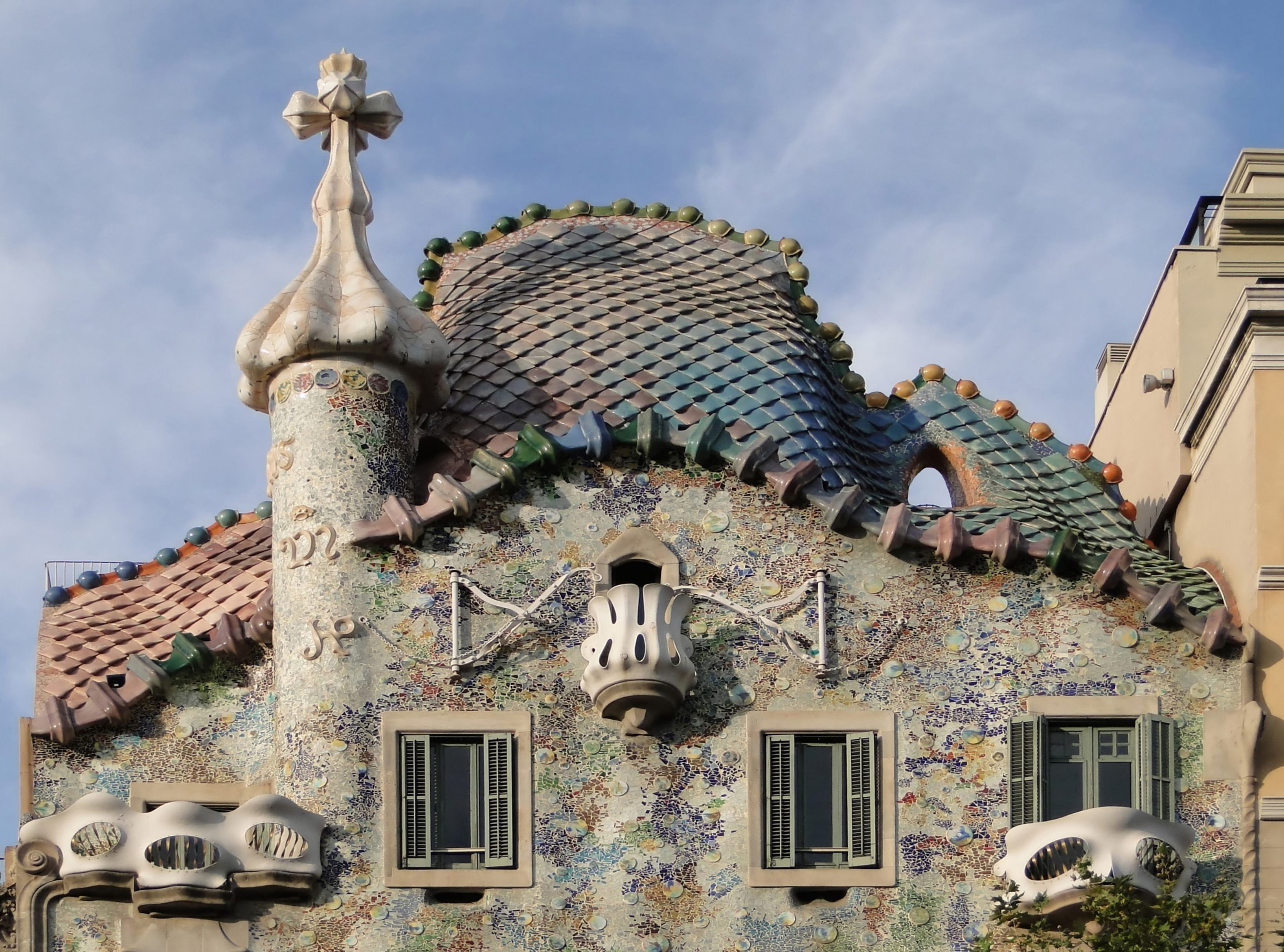
Coronament de la façana de la Casa Batlló a Barcelona, obra de l'arquitecte Antoni Gaudí.

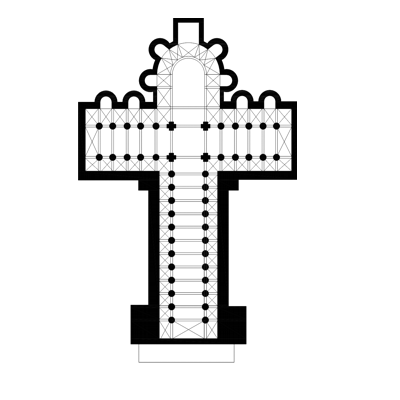
Planta de la Catedral romànica de Santiago de Compostel·la. Les esglésies romàniques incorporen la planta en creu llatina a la tipologia edificativa bàsica de l'Església Cristiana Occidental.

La tipologia edificativa o arquitectònica (arquitectura), estudia els diferents tipus d'edificis sobre la base d'esquemes genèrics, derivats fonamentalment de la seva utilitat o funció (la «utilitas» de Vitrubi), així com:
- La configuració o composició de l'edifici, que s'expressa bàsicament per la planta, els alçats i les seccions.
- Els sistemes constructius, l'estructura resistent, les cobertes, etc. (la «firmitas» de Vitrubi)
- L'estil, l'ornamentació, els elements decoratius, etc. (la «venustas» de Vitrubi)

L'estudi dels tipus d'edifici estableix conjunts basats en analogies formals o funcionals comunes en tots els elements de la sèrie, sense que això suposi un judici de valor respecte al seu valor estètic o a la seva datació històrica i/o altres característiques.
En urbanisme, els estudis de la tipologia edificativa referida a una ciutat, un barri o qualsevol altre àmbit territorial és fonamental per conèixer la seva morfologia urbanística. Tanmateix, la tipologia és la base de la normativa i/o ordenances que s'apliquen a les diferents zones que es determinen en el planejament urbanístic.
Des dels tractats d'Hipòdam de Milet i Vitrubi, posteriorment els tractadistes del Renaixement com Leon Battista Alberti, Sebastiano Serlio, Andrea Palladio entre d'altres, seguits de l'etapa de la Il·lustració amb Claude-Nicolas Ledoux i Quatremère de Quincy, es formula una definició del "tipus" arquitectònic àmpliament citada pels tractadistes contemporanis com Giulio Carlo Argan, Aldo Rossi, Carlo Aymonino, etc.
Aquesta definició diu el següent:
«La paraula "tipus" representa tant la imatge d'alguna cosa que es copiï o s'imiti perfectament com la idea d'un element la condició del qual és servir de regla o model ...»

## Arquitectura isímbol
La simbologia està present en l'abundant i complex conjunt d'afegits de tota mena, principalment escultòrics o pictòrics que s'incorporen als diferents tipus d'edificis per donar forma a tota classe d'elements, com per exemple tot el bestiari medieval de les catedrals gòtiques, les formes vegetals que exhibeixen els capitells de tota mena de columnes i en tots els estils.
Quan ens referim pròpiament a la simbologia present en la composició dels edificis, en l'espai arquitectònic o en la volumetria, plantes i façanes dels diferents edificis o, fins i tot a tot un conjunt tipològic d'edificis com per exemple la planta en forma de creu llatina en diferents tipus d'esglésies a partir del Romànic, o la façana de la Casa Batlló, plena d'una iconografia simbòlica referida a la llegenda de Sant Jordi i el drac; podem establir fàcilment una analogia entre la tipologia de l'arquitectura i la iconografia de l'art figuratiu; el tipus arquitectònic i/o, la icona (la imatge) en les arts figuratives és un factor sempre present en el procés de creació, malgrat no ser mai determinant. És en aquest sentit que els corrents anomenats simbolistes expliquen les formes arquitectòniques en relació amb el símbol i als ritus, ens referim a l'exemple citat de la planta de les esglésies cristianes.
En tot cas les hipòtesis simbolistes no poden donar resposta, més que en determinats casos, al tema de si el símbol és anterior al tipus i el determina o l'explicació simbolista constitueix una deducció a posteriori. En tot cas, des d'un punt de vista històric la qüestió no és rellevant, ja que es dona tant un cas com l'oposat.
L'estudi de la casa en les diverses cultures, ha portat molts autors a veure-la com el resultat d'un procés cultural i reflex d'una societat determinada; si la casa és un objecte de significat cultural que no dir dels edificis representatius de les institucions i del poder polític o religiós, etc., com diu Amos Rapoport :
«Afirmar que l'arquitectura comunica, és a dir, que l'arquitectura té significat, és una cosa inqüestionable. Atès que la raó principal de la seva existència és sociocultural, té alguna cosa a comunicar i significat a qualsevol nivell.»

## Model i tipus
Quatremère de Quincy també defineix l'origen i evolució d'un determinat tipus arquitectònic:
«El model entès segons l'execució pràctica de l'art és un objecte que ha de repetir-se tal com és; el tipus és, per contra, un objecte segons el qual ningú pot concebre obres que no s'assemblin en absolut entre elles. Tot és precís i donat en el model; tot és més o menys vague en el tipus. Així, veiem que la imitació dels tipus no té res que el sentiment o l'esperit no puguin reconèixer.»
Aquesta vaguetat o imprecisió del tipus arquitectònic—que no pot influir directament en la invenció ni en la qualitat estètica de les formes—explica també la seva gènesi, la qual ve condicionada per l'existència prèvia d'una sèrie d'edificis amb analogies formals i funcionals evidents. Així tenim que, mitjançant un procés de superposició i comparació de les formes determinants del tipus, s'eliminen aquelles que representen les característiques específiques de cada element o edifici i es mantenen només els elements presents en la totalitat de la sèrie. Resulta doncs que el tipus és com un esquema o forma base que ha de ser entès no tant, però també, com un mer bastidor estructural, sinó com l'estructura interna de la forma o un principi que, com a tal, implica nombroses variants formals i fins i tot la posterior evolució i/o modificació, fins a arribar a la mutació del tipus en un de nou.
El procés descrit de formació d'un tipus arquitectònic no és únicament classificatori o estadístic, sinó guiat per una finalitat estètica. Així tenim que en la Història de l'Arquitectura, les sèries tipològiques es formen tant en relació amb les finalitats pràctiques (utilitas) i/o constructives (firmitas) com, sobretot, en la seva configuració o composició (venustas). Tornant a l'exemple de les esglésies cristianes de planta en forma de creu llatina, trobem que no pretenen resoldre cap finalitat pràctica específica, ni depenen de la pràctica constructiva, més bé sorgeixen com s'explica en el punt anterior, en relació amb el seu valor simbòlic, com responent a exigències molt arrelades en la cultura on s'han originat.
Els tipus arquitectònics poden ser estudiats completament o en parts. Poden ser subdividits en classes o subclasses, però normalment s'enquadren en tres grans categories:
1. La configuració completa de l'edifici. Aquí trobem: la casa, el temple, la fortalesa, el magatzem, la botiga, l'oficina, etc.
2. Els principals elements constructius. Aquí tenim l'estructura resistent, els tancaments o façanes, la coberta, les divisions interiors, etc.
3. Els elements decoratius, on trobem els nombrosos detalls ornamentals de tots els ordres, estils i cultures.

Com veurem en els punts que segueixen, la casa i en general els diversos tipus arquitectònics, evolucionen tot adaptant-se a circumstàncies diverses, es transmeten entre cultures igual que entre generacions amb l'avenç de la civilització i els intercanvis; es formen variants locals, subtipus per estil o per sistemes constructius, etc., la varietat de tipus arquitectònics és immensa, per la qual cosa la disciplina de la tipologia edificativa procedeix al seu estudi i classificació, aportant a l'arquitectura i l'urbanisme, l'arqueologia i la història o l'art, una valuosa informació que podrà ser processada per a les finalitats pròpies d'aquestes disciplines.
En el procés evolutiu dels tipus arquitectònics, trobem edificis que per les seves qualitats són considerats com a model, són els arquetips, edificis excel·lents dignes de ser imitats, o si més no, tinguts en compte per inspirar nous edificis del tipus, basats en el model o arquetip.
Hi ha hagut ocasions, en la història, que unes noves necessitats suggereixen la invenció d'un nou tipus d'edifici o l'adaptació radical d'un tipus existent fins a crear un prototip o tipus primari que evoluciona vers un verdader tipus nou.

## Origen i evolució dels principals tipus edificatius

### La casa
La casa és el tipus edificatiu genèric més estès. Deriva de la cabanya paleolítica i el trobem ja evolucionat en els poblats neolítics. La casa neolítica, en les seves variants pot ser considerada, també, com un element essencial del desenvolupament de les primeres ciutats conseqüentment rellevant en l'arquitectura i l'urbanisme dels diferents períodes històrics, etc., i/o en l'arquitectura popular.
La cabanya Paleolítica és el tipus d'edifici primigeni, del qual deriven tots els tipus d'edificis posteriors. Aquesta afirmació ja la fa Vitrubi, quan descriu els primers esforços de la humanitat per a la construcció de cabanes o refugis habitables:
«... Van començar uns a procurar-se sostre utilitzant branques, altres a cavar grutes sota les muntanyes, i alguns a fer, imitant els nius de les orenetes, amb fang i branques, recintes on poder aixoplugar-se.»
| La casa prehistòrica, origen, arquetips i evolució. | |
| La cabana                                           | La cabana del Paleolític Superior, generalment de forma oval i amb el sòl excavat respecte al terreny del voltant, era feta amb una estructura de pals o postes ancorats al sol, recoberta de pells subjectes amb ossos i/o ullals de mamut per tel d'assegurar-les del vent. A l'interior hi havia diversos fogons al llarg de l'eix gran i s-hi troben abundants restes d'estris de pedra i os, ja que la cabana no sols era lloc d'aixopluc, sinó també lloc de treball i convivència. L'arquetip de cabana paleolítica es troba en l'assentament arqueològic de Dolni-Vestonice, a Moràvia. Es tracta de les restes de tres cabanes, de les quals dues tenien forma d'oval allargassat (15x9 metres) que, es pensa, fou la llar comunal d'un clan o grup tribal d'entre 15 a 25 persones, entre homes, dones i criatures. Actualment, encara construeixen campaments estacionals, amb els materials que es troben al lloc, diversos pobles primitius com: els pigmeus mbuti a l'Àfrica central, els Semang a la península de Malaca, els boiximans al Kalahari (Àfrica Meridional) o els nambikwara al Mato Grosso (Brasil). La cabana és present en tots els períodes de la història, ha donat lloc a nombrosos subtipus i variants regionals i locals. La seva utilitat ha passat d'allotjament humà a edifici auxiliar per a l'agricultura o la ramaderia, amb una presència original als Països Catalans com són la barraca i la barraca de vinya o les construccions de pedra seca. La cabana ha evolucionat vers tots els subtipus de l'arquitectura primitiva, principalment l'arquitectura dels pobles nòmades, la Iurta siberiana, els iglús dels esquimals, els tipis dels indis americans, la haima dels àrabs, etc. i, fins i tot, les tendes dels campaments militars històrics i moderns. |
| La casa rodona                                      | Les casa rodona fou el primer allotjament humà permanent, correspon al període Mesolític o als inicis del Neolític. La seva construcció començava amb d'un petit sòcol, en part excavat en el terreny, i en part com a paret de pedres sobre el qual es bastia un sostre de branques amb un rebliment de branquillons i altres restes vegetals amalgamats, o no, amb fang. Les cases de Khirokitia a l'illa de Xipre poden considerar-se com l'arquetip de la casa rodona. Consisteixen en estructures circulars arraulides juntes. Les parts inferiors d'aquests edificis són sovint de pedra i assolien les proporcions desitjades mitjançant les addicions d'altres files de pedres o maons de tova. El seu diàmetre extern varia de 2,3 a 9,20 m de diàmetre, mentre que el diàmetre intern és només d'entre 1,4 a 4,80 m. El sostre pla d'un edifici col·lapsat trobat recentment indica que no tots els sostres van ser en forma de cúpula com es va creure al principi. Les divisions internes de cada cabana estaven d'acord amb la finalitat del seu ús: baixos, plataformes designades com àrees de treball, de descans o d'emmagatzematge. Tenien llars presumiblement utilitzades per cuinar i escalfar, bancs i finestres i en molts casos hi ha evidència de pilastres gruixudes per a suportar un pis superior. Es creu que les cabanes eren com habitacions diverses agrupades al voltant d'un pati obert per formar la casa. La casa rodona neolítica s'estengué àmpliament per Europa i Àsia i tingué continuïtat fins a l'edat del bronze coexistint amb les primeres cases rectangulars. Les estructures circulars arraulides que hem citat, són presents actualment en diversos tipus d'arquitectura primitiva i/o popular com: els «falis» i els «musgus» del Camerun i el Txad així com l'extensa sèrie de subtipus de cases, factories o recintes fortificats de formes cilíndriques que hi ha per tota l'Àfrica subsahariana. |
| La casa rectangular                                 | Cap al 7000 aC als monts Zagros del Kurdistan Iraquià, hi ha les primeres evidències de l'agricultura i la domesticació d'animals. Ben aviat els homes de les muntanyes varen baixar a la fèrtil vall de Mesopotàmia, on començaren a construir cases amb els materials que donava abundosament la vall, canyes i fang. Però amb canyes i fang no es fan cases rodones sinó rectangulars perquè els feixos de canyes lligades amb fibra de cànem, formen estructures arquejades antre les quals hom pot disposar estores fetes amb joncs o vímet per acabar revestint-les amb fang. Més endavant, els fràgils poblats de cases de canyes i fang foren substituïts per poblats de cases de tova, terra barrejada amb vímet o palla, o excrements d'animals herbívors, una massa que trepitjada i secada al sol podia ser modelada i permetia fer parets que es cobrien amb troncs i estores segellades amb fang mesclat amb restes vegetals. La casa rectangular de sostre pla fou un invent del Neolític, permetia ajuntar (adossar) les cases tot formant patis, agrupacions entorn d'un era i finalment carrers tot alineant les cases o els murs rectes de tova al llarg dels camins. Aquest tipus edificatiu constitueix la forma d'habitació humana més estesa actualment en el tercer món, el seu arquetip són les cases amb pati del jaciment de Tell Hassuna a l'Iraq. Al final del Neolític algunes aldees, com Jericó, aleshores quasi una ciutadella de cases rectangulars i rodejada d'una muralla defensiva, donaren el pas de convertir-se en les primeres ciutats en un procés interrelacionat amb el comerç i l'invent de l'escriptura. |

### El santuari i el temple

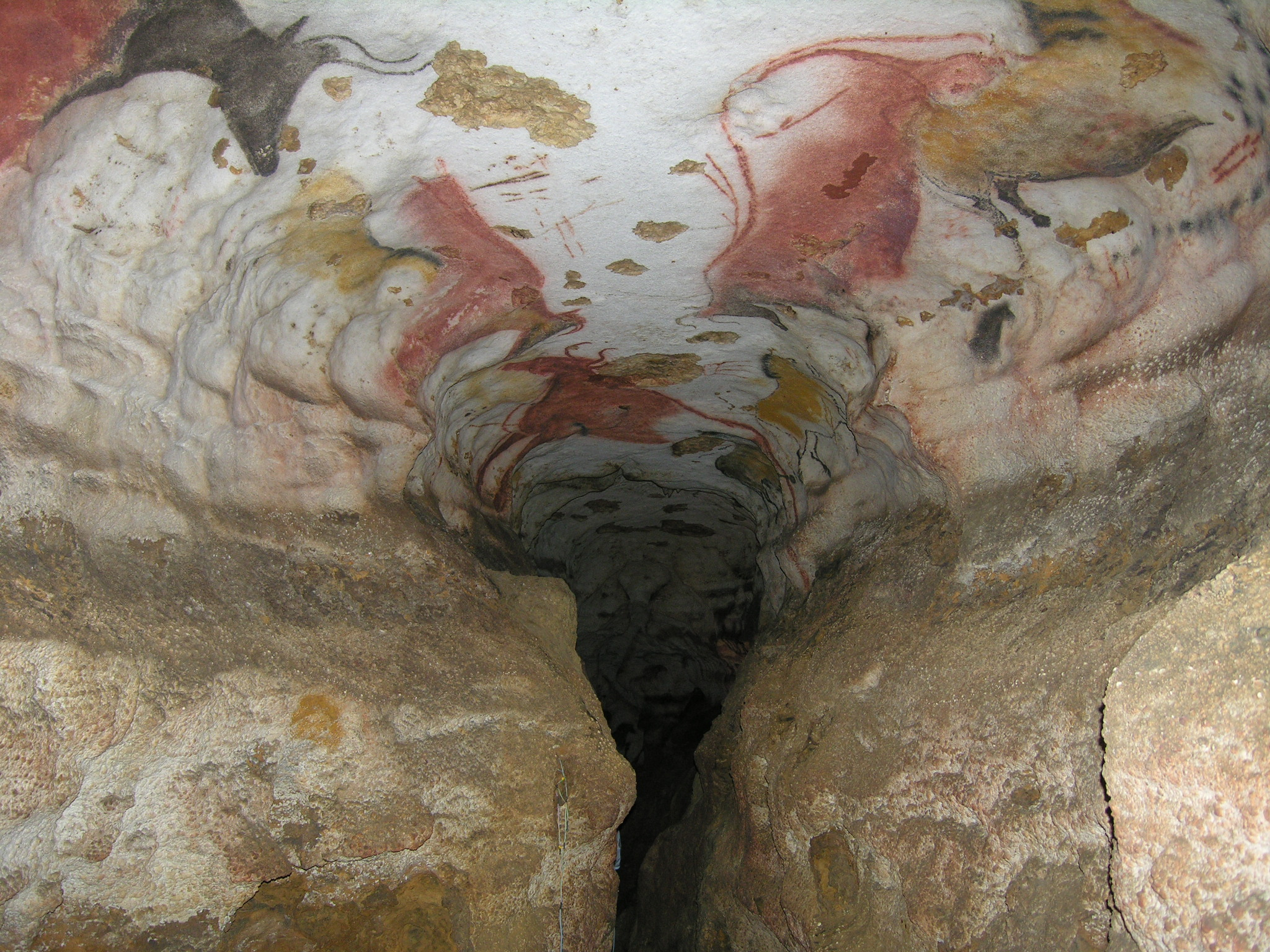
Gruta de Lascaux, França. Aquest lloc està inscrit en el Patrimoni de la Humanitat de la UNESCO amb la denominació: Prehistoric Sites and Decorated Caves of the Vézère Valley.

La tercera cabana del jaciment de Dolni-Vestonice era quasi circular i estava apartada uns 80 metres de les altres dues, presenta evidències d'haver tingut un sostre sostingut per postes clavades a terra. El més destacat són les restes del que fou un forn per coure ceràmica, amb senyals de ditades en les piles  d'argila modelada da presents en el sutge, també de trossos de figures animals o d'amulets de la fertilitat del tipus de la «Venus de Vestonice». Es pensa que era la seu d'un bruixot, un santuari des d'on oferia o intercanviava els amulets i oficiava ritus de màgia relacionats amb la cacera i la fertilitat.
Les societats primitives actuals tenen per sagrades determinades surgències d'aigua com pous o fonts, determinats arbres i sobretot les coves o simplement abrics sota els penyals. Per altra banda, segons els estudis de la prehistòria, durant el Paleolític, les coves de la vall de Vézère foren autèntics santuaris o llocs sagrats per a les pràctiques de màgia associades a la cacera. En ambdós casos, l'interior de la terra, el món soterrat sembla l'hàbitat dels esperits que es comuniquen amb els homes mitjançant aquestes sortides o entrades al submón. Hi ha evidències que s'erigien altars on dipositar ofrenes per propiciar la intervenció benefactora dels esperits de les coves.
A Jericó, durant el període VII prealfarer, entre les cases rectangulars es va erigir el que els antropòlegs identifiquen com el primer temple conegut, en forma de nau o habitació rectangular d'aproximadament 5,4 x 2,6 metres; s'entrava per una porta oberta en el costat més estret i a la paret oposada hi havia un nínxol enguixat amb cura, el qual emmarcava una pedra polimentada i aplanada posada verticalment (probable símbol de fertilitat). Un altre edifici, identificat com a possible temple tenia unes dimensions de 6 x 4 metres, i estava pavimentat amb guix brunzit. El més notable d'aquest edifici era el doble pòrtic d'accés, el primer dels quals sostingut amb postes de fusta i el segon format per una doble paret amb sengles portes axials els brancals. Alguns especialistes sostenen que la planta d'aquest edifici indica, per analogia tipològica, que fou concebut (dissenyat) amb finalitat religiosa.
L'estructura espacial del Temple Neolític de Jericó és una composició lineal dels espais anomenats: atri, nau i altar d'ofrenes. L'analogia tipològica a la qual hem fet referència ho seria respecte a l'estructura espacial dels temples la qual, seguint l'estructura del temple de Jericó la trobem en gairebé totes les cultures, tal com s'exposa en les taules i subseccions següents. Les excepcions a aquest esquema espacial es troben en les cultures asiàtiques, derivades de les antigues cultures de l'Índia, les quals s'estengueren vers la Xina, el Japó, Indonèsia, etc. seguint les migracions, d'alguna forma arribaren a Amèrica donant lloc a les cultures mesoamericanes.
La digressió anterior es fonamenta en la consideració del temple com el tipus d'edifici més destacat en qualsevol cultura o civilització, es troba associat a les ciutats, l'escriptura, el poder polític, l'art, etc.
| El temple a l'antiguitat, origen, arquetips i evolució. | |
| El Temple Summeri i el Ziggurat                         | Uruk, com gairebé totes les ciutats sumèries compten amb diversos conjunts de temples de tova (alguns de pedra calcària) repetidament reconstruïts al damunt de les ruïnes dels temples anteriors, els quals eren reblerts d'obra de maons de fang, en alguns casos amb estàtues i amultes enterrats en l'obra, formant així una nova plataforma anomenada la «Ziggurat» (torre del temple), això va portar a fer que, des de temps ja molt antics, els temples sumeris s'assentessin sobre plataformes elevades per damunt de les cases de l'entorn. El «Temple Blanc» d'Uruk amb la seva Ziggurat de 12 metres d'alçada, pot ser considerat l'arquetip del temple sumeri. Està compost per una nau amb un altar d'ofrenes sobre d'un podi i un (o varis) portal d'accés, sovint flanquejat per torres, en cada un dels costats estrets, una de les quals és l'entrada pels fidels i un conjunt de cambres laterals de servei del mateix temple, en algunes cambres hi havia les escales per pujar al terrat, ja que els ritus de la religió sumèria prescrivien la pregària a l'ortus. Tant la nau principal com les façanes estan decorades amb complicats contraforts els quals, en altres temples sumeris tenen la forma de mitges columnes o formes que imiten els feixos de canyes de la casa rectangular mesopotàmica. |
| El temple egipci                                        | L'arquitectura monumental de l'Antic Egipte és coneguda, sobretot, pels complexos funeraris com el complex de la Piràmide esglaonada de Saqqarah, un conjunt emmurallat de més de 15 hectàrees on trobem els patis, el mur de les cobres, la muralla d'entrants i sortints, les diferents cases i el temple d'accés a la tomba del faraó Djoser (III Dinastia), ubicada al fons d'un pou a 28 metres de profunditat. La tomba real està revestida de pedra granítica treballada amb incrustacions de terracota blava que simbolitzen el canyís (de papir) amb què es feien les estores que revestien els murs d'adob del palau reial. L'Arquitectura de l'Antic Egipte és altament simbòlica i en el complex funerari esmentat, l'arquitecte Imhotep no solament «inventà» la construcció amb cadirat, també desplegà un ampli repertori de formes arquitectòniques com: els retranqueigs als murs, les portes falses, mig tancades o tancades del tot, els revestiments esmentats imitant estores i, sobretot, les columnes i mitges columnes fasciculades, amb el corresponent capitell imitant els feixos de papir amb què es construïen les estances del palau. El Temple Nord d'accés a la Piràmide esglaonada, és una construcció reservada als ritus de l'enterrament, on a través d'un pòrtic de columnes s'accedia a un laberint de passadissos, un dels quals era l'accés a la tomba reial. Més endavant (IV Dinastia), el temple alt de la Gran Piràmide, presenta ja un pati envoltat per columnes i, posteriorment, en el temple de la Piràmide de Kefrén, dues sales hipòstiles precedeixen al laberint d'accés a la tomba reial. Però és en el Temple d'Harmachis (Harmachis vol dir «Horitzó d'Horus), al costat de Temple de la Vall de Kefrén i de l'Esfinx de Guiza, on l'arquitectura presenta innovacions significatives i esdevé més complexa, tot formant ambulatoris i pòrtics que simbolitzen les 24 fases (hores) del cicle solar, fent palès que aquest temple és no solament un monument funerari sinó també un santuari del Déu-Sol Horus, mentre que el faraó s'identifica amb l'esfinx. El reis de la Dinastia V varen construir santuaris dedicats a Ra, la forma d'aquests santuaris es remunta, molt probablement al temple del Déu-Sol Ra a Heliòpolis, on hi havia la Pedra de Benben, un pilar monumental al damunt d'un túmul. El Temple de Neur-user-ra a Abu-Sir, de pedra calcària, estava rematat per un obelisc ample, de 35 metres d'alçada, sobre un sòcol de 20 metres, revestit de granet; es trobava dins d'un pati envoltat per murs i s'accedia mitjançant un ambulatori que anava directament a la base del sòcol, on davant del seu costat oriental hi havia un gran altar a l'aire lliure en el qual s'oferien sacrificis. L'obelisc és un símbol solar, ja que la seva ombra marca les hores i els dies i constitueix un element fonamental dels temples de l'Imperi Mitjà. Durant l'Imperi Mitjà de l'Antic Egipte, els grans temples de Karnak i Luxor, agafaren protagonisme en l'arquitectura. |
| El Temple Grec                                          | En la imatge es mostren diferents exemples de temples grecs. Els grecs construïen amb especial atenció a l'efecte extern. Els temples normalment eren col·locats en una plataforma elevada dita "Temenos" o recinte sagrat. Consistien en una nau o «naos» generalment rectangular (amb molt poques excepcions), on hi havia l'estàtua del déu o deessa i, en els temples més importants i rics, un segon recinte, amb accés des del darrere anomenat opistòdom, el qual era el lloc del tresor o càmera. El seu frontal tenia un pòrtic d'accés, que en temples majors es repetia a la part posterior i va complementar-se amb un pòrtic de columnes fins i tot dobles en els temples més grans. Els temples grecs van ser ornamentats amb escultures amb la finalitat de formar santuaris d'homenatge a les deïtats en honor del qual van ser erigits. L'Herèon de Samos fou un santuari dedicat a Hera, on el primitiu temple de columnes de fusta (l'Hecatompedon segle VIII aC) fou reemplaçat per un temple construït pels arquitectes Rhoikos i Theódoros vers el 540 aC, L'Ordre Jònic, procedent de les Cíclades i de les colònies d'Àsia Menor, permetia fer motllures amb relleus finament esculpides i convidava a fixar l'estatuària en zones definides com el fris i els frontons de la composició; la voluta del seu capitell és l'element més conegut i característic, inspirat en les pintures i els baixos relleus del Baix Imperi d'Egipte així com en capitells de tombes de l'illa de Xipre, triomfà en el temple d'Atena Nike i a l'Erectèon de l'Acròpoli d'Atenes, on els arquitectes de l'Àtica apreciaren el seu elevat valor decoratiu. Els tres exemples de la taula, corresponents als temples sumeri, egipci i grec, fan palesa l'estructura fonamental de la composició de l'espai del temple com a tipus arquitectònic, segons l'esquema primitiu del Temple de Jericó. La principal innovació del temple grec fou el passeig de columnes que envolta els temples més evolucionats anomenats perípters. Aquesta idea ja s'havia introduït a l'antic Egipte, en els petits temples Mammisi com el de l'illa Elefantina. |

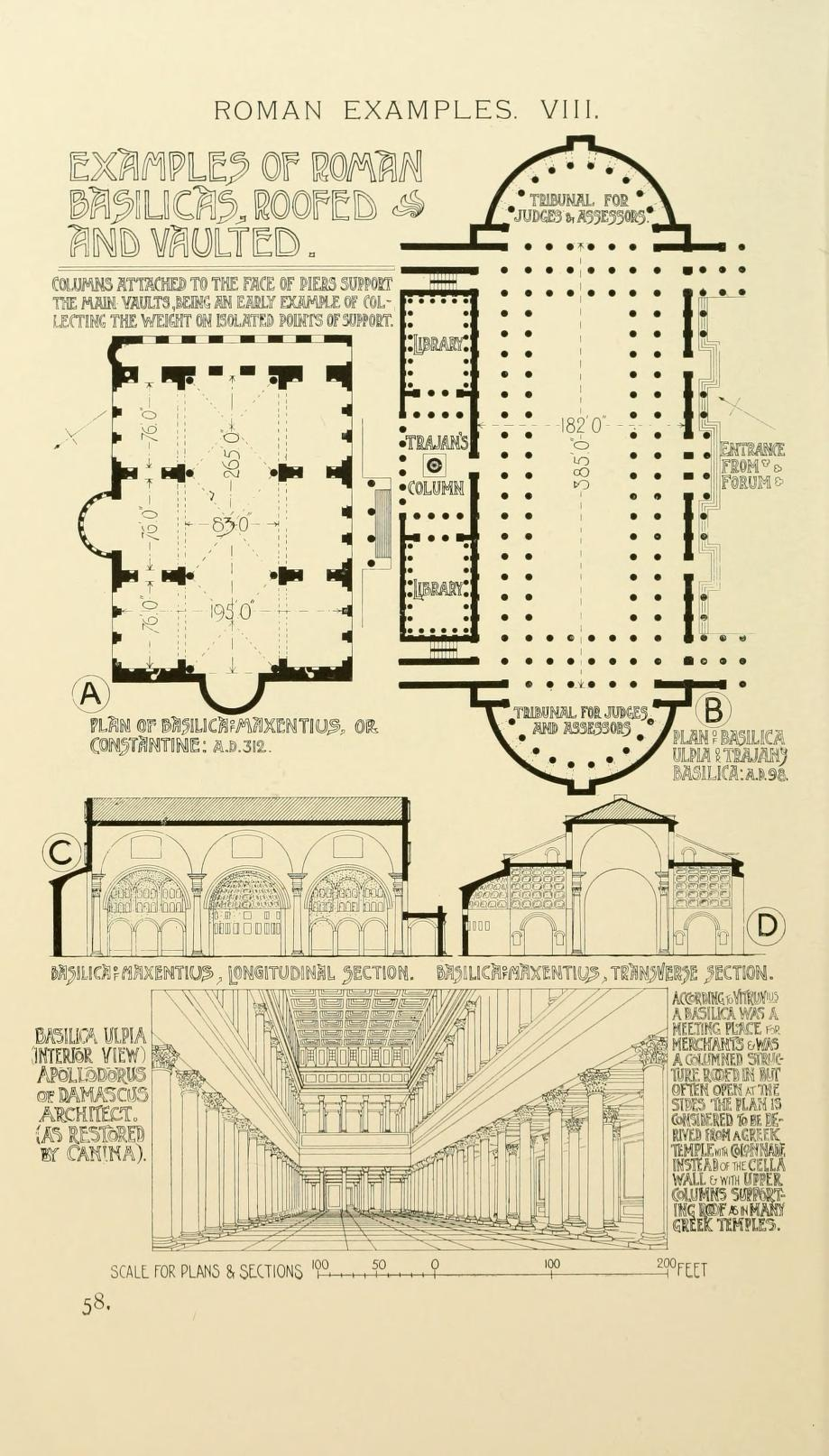
Les basíliques, erigides en sales de justícia i llotges d'intercanvis per als comerciants, comprenen alguns dels millors edificis construïts pels romans, i donen testimoni de la importància del dret i la justícia als seus ulls. Aquests edificis són també interessants com un vincle entre l'arquitectura clàssica i cristiana.

#### Els tipus arquitectònics romans
El temple grec va ser adoptat pels romans, els quals, a partir dels models hel·lenístics desenvoluparen un ampli repertori, tant a Roma com a les principals viles i colònies de l'Imperi. A Catalunya tenim el temple romà de Vic i les restes del Temple d'August a Barcelona.
Als tres Ordres de l'Arquitectura grega: Dòric, Jònic i Corinti, els Romans n'afegiren dos: el Toscà que de fet era una simplificació del Dòric apte per ser construït amb obra de fàbrica i argamassa; el Compost, en el qual determinats elements de l'ordre Jònic, com les volutes del capitell, se sobreposen a l'ordre Corinti, la qual cosa implica a una major sumptuositat i ostentació.
Els cinc ordres de l'Arquitectura permeteren als arquitectes romans construir tant edificis religiosos (temples) com civils (fòrums, mercats, termes, etc.) i, fins i tot s'estengueren a l'arquitectura domèstica amb les simplificacions de l'ordre toscà. A partir del Renaixement s'adopta com a regla bàsica la teoria de l'Arquitectura basada en els cinc Ordres, de tal forma que hom pot establir una classificació tipològica basada en la venustas de Vitrubi, que afecta a tota mena d'edificis, referida al fet de si segueixen o s'inspiren en la teoria dels cinc ordres (renaixement, barroc, neoclàssic) o no (gòtic, art nouveau, moviment modern).
Inspirant-se en el temple, però variant fins i tot les relacions entre els diferents elements de l'espai arquitectònic, els romans es van inventar la basílica o sala de justícia, un espai derivat de la nau amb columnes dels majors temples grecs, on la columnata interior defineix un espai central i dos laterals. Els romans adoptaren aquest esquema com a base de la basílica, un lloc on els tribuns (tribunal) del poble resolien conflictes, on els escrivents donaven fe dels intercanvis mercantils, tal com en una llotja, ja que la República de Roma constituí, al cap i a la fí, una cultura de lleis i Dret.

### La Vil·la i el Palau
Els arquitectes renaixentistes, Sebastiano Serlio i Andrea Palladio, varen publicar sengles tractats d'arquitectura anomenats «Tutte l'opere d'architettura et prospettiva» (Venècia, 1517) i «Quattro libri dell'architettura» (Venècia, 1570) on mitjançant gravats amb abundants il·lustracions que tenien tanta o més importàncis que el text, oferien arquetips o models per al projecte de nous edificis. Serlio dedicà els seus gravats fonamentalment als grans edificis de l'antiga Roma, incloent-hi també projectes de Bramante, Rafael i Peruzzi. Palladio inclou gairebé totes les seves obres, representades sempre en planta, alçat i secció en projecció ortogonal que permeten la lectura detallada de les mides i proporcions; en les descripcions de les viles deixa entreveure els programes funcionals i les analogies amb la tipologia històrica coneguda de la casa grega o la «domus» romana.

## El concepte modern de tipologia edificativa

Diagrama del model d'anells concèntrics d'ús del sòl urbà.

El 1925 és publicà el llibre «The city», en el qual el sociòleg E. W. Burgess enunciava el que es coneixeria com el «Model d'anells concèntrics d'ús del sòl urbà» («concentric zone model»), el qual fou un dels primers models teòrics per explicar les estructures socials urbanes. El model fou criticat durament per diversos geògrafs posteriors, pel seu esquematisme i per no ser rigorós en la seva aplicació, ja que, molt deficientment, només era vàlid en ciutats dels Estats Units d'Amèrica. Per contra, era inaplicable a les ciutats històriques. Però el terme zoning va fer fortuna i fou incorporat al lèxic urbanístic del Moviment Modern i a la Carta d'Atenes.
La crítica al model concèntric i altres teories similars que es formularen durant els darrers anys del segle xix i principis del XX, admetia l'evidència d'una relació més o menys explícita i/o complexa entre les parts de la ciutat: àrees urbanes, barris, zones residencials, industrials centre històric etc, respecte a determinades variables socioeconòmiques, les quals, per elles mateixes no poden explicar la complexitat dels fets urbans.

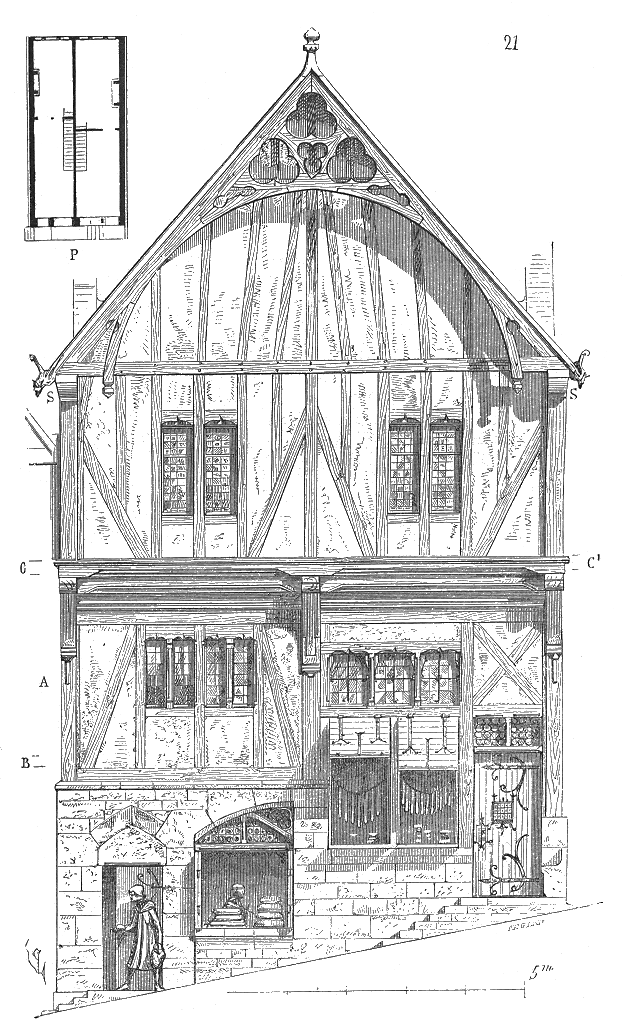
Casa per a dues famílies a Laval. Ubicades en un carrer de molt pendent (planta baixa i alçat): A Entresol; B, C, C' Nivell dels sostres de fusta; P Planta baixa amb la ubicació de les dues botigues.

Més enllà del Moviment Modern, molts autors donen criteris de classificació basats en diferents marcs teòrics. L'urbanisme postmodern pretén desenvolupar un fonament científic basat en la semiologia de l'espai que busca, no tant satisfer necessitats (funcionalisme), com atribuir significacions a l'espai construït. Aquesta dimensió significant, que en les formes més tradicionals de construir la ciutat era compresa per tots, havia desaparegut amb la revolució industrial, i que el mateix Sitte reconeixia la dificultat d'imbuir significats en els nous espais urbans.
El concepte de llegibilitat s'estableix com a metàfora de la lectura, com si els edificis i els espais urbans fossin un text. Això es fa tant des d'una perspectiva normativa- que indica quines han de ser les condicions de llegibilitat, de compressió significativa de l'espai urbà- com d'una perspectiva crítica, que denuncia la manca de significat de les relacions modernes. A la llegibilitat d'una realitat urbana determinada intervenen les formes dels traçats, de la parcel·lació del sòl, de les tipologies dels edificis. Un dels principals autors d'aquest corrent, Kevin Linch substitueix la metàfora conflictiva de la llegibilitat de l'espai urbà per la idea de "imaginativitat", que assimila la percepció de les formes a una imatge en un lloc, a un text susceptible de lectura.
Malgrat la diversitat conceptual de molts d'aquests treballs, d'ells se'n deriva el concepte de la relació entre morfologia urbana i la tipologia edificativa, una relació dialèctica, en la qual la forma urbana és depenent de la tipologia edificativa i viceversa.
L'arquitecte italià Aldo Rossi (Milà, 1931-1997), en el seu llibre «La arquitectura de la ciudad», va assenyalar la importància de la casa o, més específicament, de les tipologies urbanes residencials, les quals es conformarien al llarg de segles i a partir de la consolidació de pràctiques i patrons conseqüents amb les diferents estratègies d'aprofitament del territori portat al llarg de la història per molt variats grups humans. Tal com va dir Viollet-le-Duc:
«...en l'art de l'arquitectura, la casa és, per descomptat, el que millor caracteritza els costums, els gustos i els usos d'un poble: el seu ordre, com la seva distribució, no es modifica més que al llarg de molt temps.»
En el mateix sentit l'urbanista català Juli Esteban, en el llibre «Elements d'ordenació urbana», precisa el concepte de tipus edificatiu tot dient:
«Els edificis que es construeixen a la ciutat tenen unes característiques que resulten del seu destí, dels procediments constructius del moment i també de factors culturals de la població. La síntesi d'aquestes característiques ens dona un edifici que sense variar els elements fonamentals de la seva composició i forma, es repeteix nombroses vegades a la ciutat: és el que en diem "tipus edificatiu".»